# Éric Daniel Pierre Cantona
Éric Daniel Pierre Cantona (Marsella, 24 de maig de 1966) és un actor i exfutbolista professional francès recordat per la seva etapa com a jugador del Manchester United FC. Els seus avis per part de mare, els Raurichs, eren catalans que van fugir cap a Ardecha durant la Guerra Civil espanyola. Des de la seva retirada com a jugador professional de futbol, va entrar al futbol platja, i actualment és jugador i entrenador de l'equip francès. També presta la seva imatge per anuncis publicitaris de la firma Nike, com ja feu en la seva etapa de jugador.
Es va fer famós per la seva gran qualitat davant del gol, els colls de la samarreta aixecats, i també per haver fet el 25 de gener de 1995 una puntada a un aficionat que el va insultar i li va fer la salutació feixista durant un partit en la seva etapa de jugador del Manchester United FC.
Al llarg de tota la seva carrera jugà un total de 432 partits fent 161 gols. El 1998 fou escollit per la Football League a la llista de les 100 llegendes del futbol anglès.

## Biografia

### Inici de la seva carrera
Encara que va néixer a Marsella el 24 de maig de 1966, Éric Cantona no va començar la seva carrera a l'Olympique de Marsella. Després de plans per integrar-se a les ordres de la formació de Mònaco o Niça, va optar finalment per l'Auxerre.
Es destacà com un davanter talentós, que ràpidament es va convertir en un element clau de l'equip entrenat per Guy Roux. Així doncs, fou seleccionat al millor equip de França del 1987. Va guanyar el Campionat d'Europa tan esperat amb el Bleus el 1988, el seu únic títol internacional.

### Clubs, valors i problemes
Molts clubs francesos van mirar de contractar-lo, arribant a les files de l'Olympique de Marsella, un emblemàtic club de futbol francès, el 1988 per 22 milions de francs, un rècord aleshores al futbol francès. Poc després, el fort caràcter d'Éric va fer que perdés el control davant dels mitjans de comunicació: l'agost de 1988, com que no el convocaren a la selecció francesa Henri Michel, va anomenar el seleccionador "sac à merde ('sac de merda')", fet que li va valer una exclusió de l'equip nacional durant tot un any.
L'aventura marsellesa també va ser curulla de polèmica, quan al gener de 1989 durant un partit amistós entre l'Olympique i el Torpedo Moscou, l'entrenador Gerard Gili va decidir de reemplaçar Éric, que va expressar enèrgicament el seu descontentament i va llançar la seva samarreta a terra. El club va castigar un mes el jugador, i després el cedí al Girondins de Bordeus fins a la fi de la temporada.
Després de la seva visita a Bordeus, Éric Cantona va anar al Montpellier-Hérault, amb qui va guanyar la Copa de França el 1990, el primer trofeu guanyat fins llavors pel jugador en un club, i en acabat tornà a l'Olympique. Aquesta segona estada a Marsella no va ser gaire més reeixida que la primera. Si bé gaudí de la confiança de Franz Beckenbauer, va patir una greu lesió al genoll, romangué diversos mesos fora dels terrenys de joc. En tornar, amb l'entrenador belga Raymond Goethals, Éric Cantona no va tornar a trobar el seu lloc a Marsella, deixant d'aparèixer a les convocatòries de l'entrenador. Arran d'això, va signar pel Nimes, on va demostrar de nou el seu temperament. Durant un partit, especialment molest per les decisions de l'àrbitre, Éric finalment li llançà la pilota damunt. La Federació francesa de futbol va decidir de sancionar el jugador amb un mes de suspensió. El jugador va respondre a la decisió amb atacs molt violents a la televisió, que va tenir per efecte d'augmentar la durada de la sanció. Per orgull, Cantona decidí el desembre de 1991, de rescindir el contracte que el lligava al Nimes Olympique i d'abandonar el futbol.

### Anglaterra, terra d'acollida
La seva decisió de posar fi a la seva carrera després d'aquest cas va ser qüestionat pels seus admiradors, així com Michel Platini. El seleccionador dels Bleus, era convençut que el millor lloc per rellançar la carrera d'Éric era la lliga anglesa. El gener de 1992, Cantona va fitxar pel Sheffield Wednesday FC. Tanmateix, l'experiment va durar només un temps de prova i un partit d'exhibició. Cansat per la vacil·lació dels dirigents de Sheffield en tardar a oferir un contracte, Cantona va deixar la ciutat cinc dies més tard, per acceptar una oferta ferma del Leeds United, on el van convèncer per demostrar que encara era un gran jugador. Mesos més tard esdevindria campió d'Anglaterra, amb un Leeds que feia 18 anys que no guanyava el torneig. Durant les celebracions del títol, es va dirigir a la multitud d'afeccionats, i amb un fort accent francès digué: I love you, I don't know why, but I love you. Afegida al seu rendiment al terreny de joc, aquesta simple frase va embogir els fans, la qual cosa fou el punt de partida de la Cantomania a Anglaterra.
Tanmateix, la història d'amor amb el Leeds s'acabà aviat. La seva relació amb els seus dirigents es deteriorà ràpidament, i fou traspassat el desembre de 1992 al Manchester United FC per una quantitat relativament modesta. Éric encadenà diverses temporades en aquest prestigiós club, guanyant el cor dels afeccionats i, sobretot, títols (quatre vegades campió d'Anglaterra i dues vegades guanyador de la Copa anglesa). Els seguidors el va anomenar Éric, the king, i el van triar millor jugador de tots els temps al Manchester United.

### La Cantona-mania
Els seguidors del club continuaven adorant el francès. Va esdevenir una veritable estrella a Anglaterra, on les seves gestes al camp feien oblidar els reversos del seu fort caràcter. El futbol francès assistia incrèdul a aquest esdeveniment: un futbolista professional francès que no havien volgut retenir, era triat dues vegades "millor jugador de l'any" del campionat anglès! La Cantonamania va ser tal que va permetre el Manchester United retornar a l'era moderna del futbol, i de desenvolupar el marxandatge, les samarretes amb el nom del jugador es venien a centenars. Fins i tot una cançó va ser creada a la seva glòria.
El 25 de gener de 1995, les televisions van transmetre una puntada de peu del jugador contra un espectador de l'estadi, reconegut neonazi aficionat del Crystal Palace FC, que li havia cridat "torna-te'n al teu país" després d'una expulsió. El cas va causar una onada de reaccions i va contribuir a reforçar la llegenda del jugador. En una conferència de premsa relacionada amb el cas va dir la frase següent en francès i en anglès: "Quan les gavines segueixen un vaixell de pesca, és perquè pensen que es llençaran sardines al mar" abans d'aixecar-se i sortir, deixant els seus interlocutors divertits i sorpresos. El 2011, en una entrevista a la BBC, l'exjugador va qualificar l'acció d'error, malgrat que la va justificar perquè «aquesta gent no ha d'anar als partits».
En lloc d'amagar els afers extra-esportius de Cantona, les principals de les campanyes comercials dels seus patrocinadors s'hi van centrar de ple, principalment Nike i Sharp. Cantona va aparèixer en una campanya de publicitat molt popular on no va dubtar a mostrar el seu fort caràcter : en un anunci de Nike, sortí amb la bandera anglesa dient en anglès: el 66 va ser un gran any per al futbol anglès, Éric va néixer, per analogia amb la victòria anglesa de la Copa del Món de 1966.
Condemnat el març a dues setmanes de presó, la sentència fou reduïda a 120 hores de servei a la comunitat en l'apel·lació, i la suspensió de nou mesos per la federació anglesa (suspensió ampliada a escala internacional per la FIFA), Éric va fer un retorn triomfal sobre la gespa anglesa l'octubre següent, feu un gol contra el Liverpool FC a la lliga, i contribuí en gran manera al nou títol de campió del seu equip.
Després de la temporada 1996-1997, marcada per un nou títol de campió, però també amb partits menys brillants, a 30 anys, Cantona anuncià la seva retirada del futbol. Cansat d'aquest esport va decidir de llançar la tovallola al cim de la seva carrera. Ell sempre havia tingut altres ocupacions i altres desitjos: la pintura i el cinema.

### Selecció francesa
En general, la carrera de Cantona a l'equip nacional roman el gran punt negre de la seva carrera. Després d'un començament prometedor l'estiu de 1987, va tenir una baralla directe amb Henri Michel. Suspès un any de l'equip francès, se'l recorda per Michel Platini. Però, malgrat el formidable duet atacant que va formar amb el seu amic Jean-Pierre Papin, els Bleus no es van poder classificar per a la Copa del Món de 1990, després d'un bonic repertori d'habilitats tècniques, van fer una decebedora Eurocopa el 1992 (eliminat a la primera ronda) i eliminats també a les prèvies de les competicions de la Copa del Món de 1994 a la tardor de 1993.
Amb Aimé Jacquet de seleccionador, el 1994, va ser designat capità, i li van donar un paper de capdavanter com el que tenia a Anglaterra. Malgrat això, Cantona no era tan decisiu i influent com ho era a Manchester. La seva suspensió a partir de gener de 1995 va produir l'efecte de perdre el contacte permanent amb la selecció francesa, mentre que van aparèixer durant la seva absència joves jugadors com Zinédine Zidane i Youri Djorkaeff. Al seu retorn a la competició, Cantona no fou pas més seleccionat al combinat nacional, destacà la seva absència a l'Eurocopa de 1996 a Anglaterra. La no convocatòria d'Éric Cantona ni de David Ginola, els dos estels del futbol francès exiliats a Anglaterra, va ser objecte de gran polèmica als mitjans de comunicació.
El 26 de juny, en una entrevista amb la revista Sports va declarar-se el millor seleccionador per al combinat francès, però que preferiria revolucionar el futbol al Manchester United o un altre equip d'Anglaterra.

### Al cinema

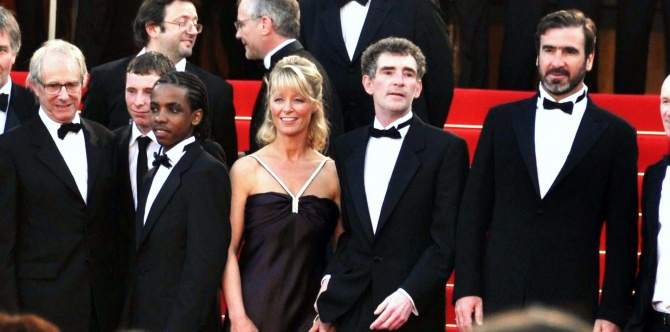
Presentació de Buscant l'Eric al Festival de Cannes. D'esquerra a dreta: Ken Loach, Gerard Kearns, Stefan Gumbs, Stephanie Bishop, Steve Evets i Cantona.

Immediatament després de la seva retirada de l'esport, Éric inicià una carrera al cinema. Va fer un paper notable el 1995 a Le bonheur est dans le pré, dirigida per Stephen Chatiliez. Altres films li han permès de continuar la seva segona carrera (La fortuna de viure o L'Outremangeur) que li han donat un cert reconeixement de la crítica de cinema francès.
El 2003 es va encarregar de la realització del curtmetratge Apporte-moi ton amour, basada en la novel·la Bring me your love de Charles Bukowski.
L'any 2009 va protagonitzar la pel·lícula: Buscant l'Eric on actua com a ell mateix per ajudar Eric Bishop, un carter de Manchester, fanàtic del futbol, que travessa una dura crisi vital.

### Premis Laureus
El 13 d'abril de 2015 a Xangai durant la presentació dels Premis Laureus de l'esport, va declarar que Espanya no va guanyar el Mundial sinó que ho va fer Catalunya opinà que "el Mundial de l'any 2010 no l'havia guanyat la selecció de futbol d'Espanya sinó Catalunya", argumentant que dels 11 jugadors 10 eren del Barça i, per tant, que "aquell premi a Espanya en realitat s'havia treballat des de Barcelona". Tot seguit recordà els seus orígens catalans i també afegí que sentia molta admiració per Johan Cruyff, el Futbol Club Barcelona i l'estil de joc de l'Ajax.

## Intimitats
Es va casar el 16 de juny de 2007, en segon matrimoni amb l'actriu Rachida Brakni, que va conèixer al film L'Outremangeur. Té 2 fills del seu primer matrimoni.

### Orígens catalans
Éric Cantona té orígens familiars catalans, en concret de Martorell i de Benifallet, d'on eren els seus avis materns. L'avi de Martorell i l'àvia de Benifallet (segons article publicat al Diari de Tarragona el 29_06_2025) Segons el genealogista francès Jean-Louis Beaucarnot el qual el 2010 va explicar que Pere Raurich (paleta) i Francesca Farnós (pagesa) foren els avis de Cantona. Raurich va lluitar en l'exèrcit republicà durant la Guerra Civil Espanyola i més tard va acabar internat junt amb tota la família al Camp de concentració d'Argelers (Rosselló). Paquita Arnaus, neboda de Francesca Farnós (l'àvia de Cantona), també ho corroborà a una entrevista amb l'escriptor Andreu González, i afirmà que van restar internats dos anys en el camp de concentració d'Argelers i que la seva padrina (la mare d'Eric Cantona) s'hi va quedar. Així doncs, els avis d'Eric Cantona una vegada aconseguiren marxar d'Algelers, s'instal·laren finalment a Saint-Étienne, on va néixer Leonor Raurich i Farnós, mare d'Eric Cantona.
També va viatjar a Catalunya l'any 2012 en un reportatge televisiu de Canal+ France sobre la vida del poble català relacionada amb el futbol centrant-se en la rivalitat Barça-Espanyol. Visità els Castellers de Vilafranca a les instal·lacions de Cal Figarot on hi tenen el local d'assaig i durant el qual va participar en un pilar de tres. El reportatge anomenat "Looking for Barcelona" dirigit per Stephen Cafiero i coproduït per Canto Bros, explorava la realitat catalana a través de diversos episodis històrics i culturals, com el catalanisme, els clubs de futbol centenaris, la rivalitat entre pericos (aficionats de l'Espanyol) i culers (aficionats del Barça), la dictadura de Primo de Rivera i la de Franco,... i tots els mites i llegendes al voltant d'aquests episodis. Aquest reportatge fou un encàrrec per Cantona el qual a la introducció hi parlà dels seus orígens familiars a Martorell, i que va contactar amb una sèrie de persones relacionades amb l'Espanyol i el Barça, o també parlar sobre algunes de les icones culturals més destacades de Catalunya com Antoni Gaudí, el Palau de la Música Catalana o els castellers. Entre les intervencions per part de l'Espanyol hi van participar el conseller delegat Joan Collet, el tècnic Mauricio Pochettino, el jugador Joan Verdú, l'exjugador Rafa Marañón, el col·leccionista i historiador Jordi Puyaltó, així com diversos components de la Penya L'Escullera, com a Sirio, Sorribes i Francesc Lechaire. Per la banda blaugrana hi van intervenir Joan Laporta, l'alcalde Xavier Trias, Josep Trilla, Carles Reixach, i els historiadors Jordi Finestres i Carles Santacana, conegut aquest últim per ser director del Centre de Documentació i Estudis del FC Barcelona. El programa s'emetria el 25 de maig de 2012 en francès tot i que les intervencions de les personalitats de l'Espanyol i el Barça foren en català i castellà.

## Estadístiques

### Club
| Club | Div.                | Temporada           | Lliga   | Lliga | Copes nacionals(1) | Copes nacionals(1) | Tornejos internacionals(2) | Tornejos internacionals(2) | Total   | Total | Mitja golejadora(3) |
| Club | Div.                | Temporada           | Partits | Gols  | Partits            | Gols               | Partits                    | Gols                       | Partits | Gols  | Mitja golejadora(3) |
| --- | ------------------- | ------------------- | ------- | ----- | ------------------ | ------------------ | -------------------------- | -------------------------- | ------- | ----- | ------------------- |
| AJ Auxerre · França |                     |                     |         |       |                    |                    |                            |                            |         |       |                     |
| 1a | 1983-84             | 2                   | 0       | —     | —                  | —                  | —                          | 2                          | 0       | 0,00  |                     |
| 1a | 1984-85             | 5                   | 2       | —     | —                  | —                  | —                          | 5                          | 2       | 0,40  |                     |
| 1a | 1985                | 7                   | 0       | —     | —                  | 1                  | 0                          | 8                          | 0       | 0,00  |                     |
| 1a | 1986-87             | 36                  | 13      | 4     | 4                  | —                  | —                          | 40                         | 17      | 0,43  |                     |
| 1a | 1987-88             | 32                  | 8       | 5     | 1                  | 2                  | 1                          | 39                         | 10      | 0,26  |                     |
| Total | Total               | 82                  | 23      | 9     | 5                  | 3                  | 1                          | 94                         | 29      | 0,31  |                     |
| FC Martigues · França |                     |                     |         |       |                    |                    |                            |                            |         |       |                     |
| 2.ª | 1986                | 15                  | 4       | —     | —                  | —                  | —                          | 15                         | 4       | 0,27  |                     |
| Total | Total               | 15                  | 4       | 0     | 0                  | 0                  | 0                          | 15                         | 4       | 0,27  |                     |
| Olympique de Marsella · França |                     |                     |         |       |                    |                    |                            |                            |         |       |                     |
| 1a | 1988                | 22                  | 5       | —     | —                  | —                  | —                          | 22                         | 5       | 0,23  |                     |
| 1a | 1990-91             | 18                  | 8       | —     | —                  | 3                  | 1                          | 21                         | 9       | 0,43  |                     |
| Total | Total               | 40                  | 13      | 0     | 0                  | 3                  | 1                          | 43                         | 14      | 0,33  |                     |
| Girondins de Burdeos · França |                     |                     |         |       |                    |                    |                            |                            |         |       |                     |
| 1a | 1989                | 11                  | 6       | 1     | 0                  | —                  | —                          | 12                         | 6       | 0,50  |                     |
| Total | Total               | 11                  | 6       | 1     | 0                  | 0                  | 0                          | 12                         | 6       | 0,50  |                     |
| Montpellier HSC · França |                     |                     |         |       |                    |                    |                            |                            |         |       |                     |
| 1a | 1989-90             | 33                  | 10      | 6     | 4                  | —                  | —                          | 39                         | 14      | 0,36  |                     |
| Total | Total               | 33                  | 10      | 6     | 4                  | 0                  | 0                          | 39                         | 14      | 0,36  |                     |
| Nîmes Olympique · França |                     |                     |         |       |                    |                    |                            |                            |         |       |                     |
| 1a | 1991                | 17                  | 2       | —     | —                  | —                  | —                          | 17                         | 2       | 0,12  |                     |
| Total | Total               | 17                  | 2       | 0     | 0                  | 0                  | 0                          | 17                         | 2       | 0,12  |                     |
| Leeds United · Anglaterra |                     |                     |         |       |                    |                    |                            |                            |         |       |                     |
| 1a | 1992                | 15                  | 3       | —     | —                  | —                  | —                          | 15                         | 3       | 0,20  |                     |
| 1a | 1992                | 13                  | 6       | 2     | 3                  | 5                  | 2                          | 20                         | 11      | 0,55  |                     |
| Total | Total               | 28                  | 9       | 2     | 3                  | 5                  | 2                          | 35                         | 14      | 0,40  |                     |
| Manchester United FC · Anglaterra |                     |                     |         |       |                    |                    |                            |                            |         |       |                     |
| 1a | 1993                | 22                  | 9       | 1     | 0                  | —                  | —                          | 23                         | 9       | 0,39  |                     |
| 1a | 1993-94             | 34                  | 18      | 11    | 5                  | 4                  | 2                          | 49                         | 25      | 0,51  |                     |
| 1a | 1994-95             | 21                  | 12      | 2     | 2                  | 2                  | 0                          | 25                         | 14      | 0,56  |                     |
| 1a | 1995-96             | 30                  | 14      | 8     | 5                  | —                  | —                          | 38                         | 19      | 0,50  |                     |
| 1a | 1996-97             | 36                  | 11      | 4     | 1                  | 10                 | 3                          | 50                         | 15      | 0,30  |                     |
| Total | Total               | 143                 | 64      | 26    | 13                 | 16                 | 5                          | 185                        | 82      | 0,44  |                     |
| Total de la carrera | Total de la carrera | Total de la carrera | 369     | 131   | 44                 | 25                 | 27                         | 9                          | 440     | 165   | 0,38                |
| (1) Inclou Copa de França (1983-1991); FA Cup, Copa de la Lliga i Charity Shield (1992-1997). No s'han trobat dades de la resta de competicions.(2) Inclou Copa de la UEFA (1983-1992) i Lliga de Campions de la UEFA (1992-1997).(3) No s'inclouen gols en partits amistosos. |                     |                     |         |       |                    |                    |                            |                            |         |       |                     |

### Selecció
| Selecció          | Any   | Amistosos | Amistosos | Eliminatòries | Eliminatòries | Eurocopa | Eurocopa | Total | Total |
| Selecció          | Any   | PJ        | G         | PJ            | G             | PJ       | G        | PJ    | G     |
| ----------------- | ----- | --------- | --------- | ------------- | ------------- | -------- | -------- | ----- | ----- |
| Absoluta · França | 1987  | 1         | 1         | 2             | 0             | -        | -        | 3     | 1     |
| Absoluta · França | 1988  | 2         | 0         | -             | -             | -        | -        | 2     | 0     |
| Absoluta · França | 1989  | 1         | 2         | 3             | 1             | -        | -        | 4     | 3     |
| Absoluta · França | 1990  | 5         | 5         | 2             | 1             | -        | -        | 7     | 6     |
| Absoluta · França | 1991  | -         | -         | 4             | 2             | -        | -        | 4     | 2     |
| Absoluta · França | 1992  | 4         | 0         | 2             | 2             | 3        | 0        | 9     | 2     |
| Absoluta · França | 1993  | 1         | 1         | 6             | 4             | -        | -        | 7     | 5     |
| Absoluta · França | 1994  | 4         | 1         | 4             | 0             | -        | -        | 8     | 1     |
| Absoluta · França | 1995  | 1         | 0         | -             | -             | -        | -        | 1     | 0     |
| Absoluta · França | Total | 19        | 10        | 23            | 10            | 3        | 0        | 45    | 20    |

## Palmarès
- Campió de la tercera divisió francesa: 1984 amb l'AJ Auxerre.
- 2 Lligues franceses: 1989, 1991 amb l'Olympique de Marsella.
- 1 Copa de França: 1990 amb el Montpeller.
- 5 FA Premier League: 1992 amb el Leeds United FC i 1993, 1994, 1996, 1997 Amb el Manchester United FC.
- 4 Community Shield: 1992 amb el Leeds United i 1993, 1994, 1996 amb el Manchester United FC.
- 2 Copes angleses: 1994, 1998 amb el Manchester United FC.

## Equip nacional
- 45 partits a l'equip francès A dels quals 19 com a titular.
- El primer partit i el primer gol amb la selecció francesa va ser el 12 d'agost de 1987, Alemanya - França: 2-1.

## Filmografia
- 1999: La fortuna de viure
- 2008: La Papallona Negre
- 2009: Buscant l'Eric
- 2020: Dérapages (sèrie)